# 900 (skateboard)
Il 900, da leggersi con la pronuncia inglese nine hundred, è un trick della disciplina dello skateboard vert che consiste in due rivoluzioni e mezzo (appunto 900 gradi). Per eseguire questo aerial, lo skater deve staccarsi dalla rampa e compiere 2½ rotazioni sul proprio asse longitudinale, per poi riatterrarvi rivolto verso il basso. Il 900 è considerato uno dei trick più tecnicamente complessi dello skateboard.

## Laperformancedi Tony Hawk
Il 27 giugno 1999, Tony Hawk, uno degli skater vert più celebri al mondo, riuscì ad eseguire un 900 agli X Games V dopo dieci tentativi non riusciti. Gli ultimi tentativi erano stati concessi dagli organizzatori che, nonostante le proteste degli altri partecipanti, avevano ignorato lo scadere del limite di tempo per dare a Hawk un'ultima possibilità. Come annunciato da uno dei commentatori, "ci inventiamo le regole man mano che procediamo. Diamogli un'altra chance". Hawk riuscì a riatterrare sulla propria tavola per due volte, non riuscendo però a rimanerci sopra dopo la discesa. Una volta completato il trick, sfiorò il fondo della rampa con la mano sinistra, ma riuscì comunque a restare sullo skateboard.
Nel suo libro, Hawk descrive come il 900 fosse l'ultimo dei trick annotati in una wishlist creata un decennio prima, la quale includeva anche ollie 540, kickflip 540 e varial 720. In un'intervista del 1999, egli dichiarò di non aver nessuna intenzione di "compiere più giri". Nel 2009 Hawk eseguì nuovamente il trick in occasione diell'evento "Tony Hawk: RIDE Presents Stand Up for Skate Parks", una conferenza stampa dedicata al videogioco Tony Hawk: Ride. Nel 2011 dimostrò di essere ancora in grado di effettuare il 900, postando un video su Twitter accompagnato dalla descrizione "I'm 43 and I did a 900 today" (i.e., "Ho 43 anni e oggi ho fatto un 900"). L'ultimo 900 di Tony Hawk risale al 2016, eseguito all'età di 48 anni.

## Prima di Tony Hawk
Vi sono diverse opinioni sui 900 portati a termine prima del successo di Tony Hawk nel 1999. Danny Way viene spesso menzionato come un possibile precursore di Hawk, poiché sarebbe riuscito ad eseguire un 900 nel 1989, come si può vedere in un vecchio video della Santa Cruz. Nel 1999 Tony Hawk disse:

## Tentativi riusciti

### Su rampevert
- Tony Hawk, 27 giugno 1999, X Games V, San Francisco (CA), Stati Uniti;[12]
- Giorgio Zattoni, aprile 2004, Marianna HC, Ravenna, Italia;[13]
- Sandro Dias, maggio 2004, Latin X Games, Rio de Janeiro (RJ), Brasile;[14]
- Alex Perelson, luglio 2009, Maloof Money Cup, Costa Mesa (CA), Stati Uniti;[15][16]
- Elliot Sloan, 2 ottobre 2011, Malooney Money Cup, Sudafrica (primo tailgrab 900);[17]
- Zac Rose, aprile 2012, Rye Airfield (NH), Stati Uniti;[18]
- Tas Pappas, aprile 2014, Megaranch, Melbourne (VI), Australia;[19][20]
- Asher Bradshaw, 23 maggio 2014, Woodward West, Tehachapi (CA), Stati Uniti (a dieci anni d'età).[21][22]

Nel maggio del 2020, il brasiliano undicenne Gui Khury completò per la prima volta un 1080 su una semplice rampa vert.

### Sumega ramp
- Bob Burnquist, 4 settembre 2010, Vista (CA); Stati Uniti (primo fakie-to-fakie indy 900 e primo 900 su una mega ramp);[23]
- Mitchie Brusco, luglio 2011, Nescau MegaRamp Invitational, San Paolo (SP), Brasile;[24]
- Tom Schaar, ottobre 2011, Woodward West, Tehachapi (CA), Stato Uniti;[25]
- Jonathan Schwan, aprile 2013, Woodward West, Tehachapi (CA), Stati Uniti.[26]

Nel 2012 Tom Schaar, dopo quattro tentativi, fu in grado di eseguire un 1080 su mega ramp.
Nell'agosto del 2019, Mitchie Brusco realizzò per la prima volta un 1260 (tre giri e mezzo consecutivi) in una competizione big air agli X Games di Minneapolis.

## In altri sport
Il 900 è stato eseguito anche in altre discipline, quali il BMX, lo sci, lo snowboard, il pattinaggio aggressive e il monopattino freestyle. Il campione di BMX Matt Hoffman fu la prima persona ad aver eseguito con successo un 900 durante una competizione in Canada del 1989. Nel 2002, agli X Games VIII, Hoffman realizzò il primo 900 senza mani. Uno dei trick più caratteristici del ciclista di BMX Simon Tabron è proprio il 900. Negli X Games XIII del 2007, Simon Tabron eseguì il primo 900 back-to-back.
Poiché i piedi dei praticanti di sci, snowboard e pattinaggio sono assicurati ai corrispettivi mezzi, il 900 non viene considerato un trick di difficile esecuzione dai professionisti di queste discipline e, per questo motivo, viene eseguito relativamente spesso. Rotazioni di 1620° e persino 1800° sono state effettuate sugli sci, mentre la rotazione massima eseguita su uno snowboard e sui pattini è di 1620°. Con il BMX e il monopattino si è per ora arrivati a 1080°.